# بدرالدین حوثی
بدرالدین حوثی (به عربی: بدرالدين بن أميرالدين بن حسين الحوثي) (۳ نوامبر ۱۹۲۶ – ۲۵ نوامبر ۲۰۱۰)، روحانی شیعه زیدی و سیاستمدار یمنی بود.

## زندگی
بدرالدین حوثی در ضحیان در ۳ نوامبر ۱۹۲۶ در نزدیکی صعده در استان صعده یمن به دنیا آمد. او یکی از بنیانگذاران حزب الحق یمن و همچنین رهبر معنوی جنبش حوثی‌ها بود. بدرالدین حوثی، پدر عبدالملک حوثی و حسین حوثی بود و پس از مرگ حسین در سال ۲۰۰۴، برای مدت کوتاهی رهبری جنبش حوثی‌ها را در یمن بر عهده داشت.

## مرگ
وی در سال ۲۰۱۰ در سن ۸۴ سالگی در نتیجهٔ عوارض جانبی بیماری آسم درگذشت.